# Aleksandr Sierow (piosenkarz)
Aleksandr Nikołajewicz Sierow (ros. Александр Николаевич Серов, ur. 24 marca 1951 we wsi Kowaliwka na Ukrainie) – radziecki i rosyjski piosenkarz estradowy, twórca aranżacji, instrumentalista, kompozytor, poeta, producent muzyczny. Zasłużony Artysta RFSRR (1991), Ludowy Artysta Federacji Rosyjskiej (2004).
Stworzył i wykonywał wiele przebojów estradowych, w tym z kompozytorem Igorem Krutojem.